# Gilmar Rinaldi
Gilmar Rinaldi (n. 13 ianuarie 1959, Erexim, Rio Grande do Sul, Brazilia) este un fost fotbalist brazilian.

## Statistici
| Brazilia | Brazilia | Brazilia |
| An       | Meciuri  | Goluri   |
| -------- | -------- | -------- |
| 1986     | 2        | 0        |
| 1987     | 2        | 0        |
| 1988     | 0        | 0        |
| 1989     | 0        | 0        |
| 1990     | 0        | 0        |
| 1991     | 0        | 0        |
| 1992     | 2        | 0        |
| 1993     | 1        | 0        |
| 1994     | 0        | 0        |
| 1995     | 2        | 0        |
| Total    | 9        | 0        |